# Ambasciatori prussiani nei Paesi Bassi
L'ambasciatore prussiano nei Paesi Bassi era il primo rappresentante diplomatico della Prussia nei Paesi Bassi.
Le relazioni diplomatiche iniziarono ufficialmente nel 1648 e rimasero attive sino alla costituzione della Confederazione Germanica del nord nel 1867 e poi dell'Impero tedesco nel 1871 quando le funzioni passarono all'ambasciatore tedesco nei Paesi Bassi.

## Elettorato di Brandeburgo
- 1651–1661: Daniel Weimann
- 1672–1675: Gerhard Bernhard von Pölnitz

## Regno di Prussia
- 1746: Christoph Heinrich von Ammon
- 1814–1816: Karl Christian von Brockhausen
- 1817–1823: Franz Ludwig von Hatzfeldt
- 1823–1824: Peter Heinrich August von Salviati
- 1825–1827: Friedrich Heinrich Leopold von Schladen
- 1827–1828: Ludwig von Waldburg-Truchseß
- 1829–1830: August Ludwig Schoultz von Ascheraden
- 1830–1834: Mortimer von Maltzahn
- 1835–1842: Hermann Friedrich von Wylich und Lottum
- 1842–1861: Hans von Königsmarck
- 1862–1863: Alphonse von Oriola
- 1863–1867: Wilhelm von Perponcher-Sedlnitzky

1867: Chiusura dell'ambasciata